# Манастир Озрен
Манастир Озрен је манастир Епархије зворничко-тузланске Српске православне цркве. Налази у насељу Калуђерица, у шуми на 7 км јужно од Петрова, у планинском окружењу кроз које протиче ријека Спреча. Манастир је посвећен Светом Николи, а само име је добио по истоименој планини на којој се налази. Од марта 2003. године манастир је проглашен националним спомеником Босне и Херцеговине.

## Историја
Први писани помен манастира Озрен је натпис уклесан изнад врата, гдје се спомиње 1587, када је отац Јаков патосао храм. У народу овог краја влада вјеровање да је манастир Озрен, као и остали манастири задужбина лозе Немањића. Да народно предање има основа поткрепљено је и народном поезијом гдје се набрајају задужбине великог жупана Стефана Немање по ријечима Светог Саве:
Док начини цркву код Требиња

Миљешевку на Херцеговини,

И Довољу близу горе Црне;

И Тројицу надомак Таслиџе

Украј воде украј Ћиотине;

Рачу цркву украј воде Дрине,

И Папраћу близу Борогова,

И Вазућу крај воде Криваје,

Озрен цркву насред Босне славне,

И Гомељу на граници сувој;

Моштаницу у Крајини љутој,

Ту је дао једну кулу блага.
Старији историчари сматрају да је манастир Озрен задужбина краља Драгутина, што донекле има ослонац у историјској чињеници јер је краљ Драгутин заиста у периоду 1284—1316. године управљао територијом на којој се манастир и налази.
Када је краљ Стефан Драгутин 1284. примио на управу сјевероисточну Босну, као зет и вазал угарског краља, затекао је овдје тројаку вјерску ситуацију. Као зет католичког двора у духу Немањићке политике, Стефан Драгутин није дирао у Католичку цркву гдје је она имала дугу традицију. Он је у овој области Усора и Соли тежио да искоријени јеретичку Цркву босанску, која се крајем 13. вијека појављује као уточиште многих јеретика који су побјегли из православних и католичких земаља. Архиепископ Данило у Животима краљева и архиепископа српских описује како је краљ Драгутин многе јеретике обратио у хришћанску вјеру и присајединио их светој саборној и апостолској цркви. Колико је у то вријеме подигнуто цркава и манастира свједочи и чињеница да је овај дио Драгутинове државе имао и засебног епископа „босанског”.
Према Троношком родослову у коме је забиљежено предање о задужбинама краља Драгутина не спомиње се манастир Озрен, него манастири Рача, Ловница и Папраћа.
Ипак према подацима Илариона Руварца (1878) сматра се да су сви ови манастири могли бити подигнути и прије османске власти. Манастир Тавну и завршетак Папраће својим градитељством остварили су синови краља Драгутина. Према писаним историјским изводима закључује се да манастир Озрен свој процват доживљава управо у другој половини 16. и почетком 17. вијека. Градитељске одлике озренске цркве, нарочито архитектонска декорација, говоре о настанку грађевине у периоду после 1557. године што потврђује податак о процвату у периоду 16. и 17. вијека.
С пуном сигурношћу се не може констатовати да ли је садашњој цркви Светог оца Николе претходила нека старија, можда Драгутинова задужбина.
Да ли је тај период био препород у историји Озрена или обнова два и по вијека старијег манастира остаће питање на које се одговор може наћи само детаљнијим археолошким истраживањем. Архитектуру озренске цркве карактерише српско црквено градитељство 16. вијека. У то вријеме владала је уредба османске власти гдје је дозвољена обнова хришћанских богомоља само тамо гдје су оне постојале прије турске окупације. По тој уредби, све новосаграђене цркве требало је порушити, свештенство строго казнити, а кадије у чијем се кадилуку подигне црква или знамење крста, одмах свргнути са власти.
Те одредбе су непосредно утицале на православну црквену архитектуру, па се и натпис уклесан изнад врата манастира Озрен сматра за потврду да је отац Јаков поставио патос на обновљеној, оштећеној или уништеној манастирској цркви.
О томе да је на планини Озрен већ 1557. године постојао манастир, свједочи податак да се поп Јаков те или сљедеће године замонашио, те као игуман Јоаким постао старјешина манастира. Он је наводно манастир из рушевина обновио. Поједина села у околини Озрена (између Грапске и Грачанице) носе назив Прњавор, па се претпоставља да су она била манастирска имања. Монах Тимотеј у свом запису у „панегирику” 1589. у Озрену спомиње игумана Јоакима.
Сљедеће године тај исти монах је писао у Озрену минеј, а три године касније (1592) један „Метафраст”, у вријеме игумана Јоакима, гдје се потписивао као јерођакон.
Постоји вјеровање да је монах Тимотеј био глув, и да се Божијом милошћу излијечио од глувоће. То напомиње у свом запису из 1592. године, гдје каже да је: „… дванаест година био глув и да му је у ушима лупало као да чује громове и страшна ратна оружја”. Будући да је постао јерођакон, а касније јеромонах, ово се потврђује, јер да је остао глув не би био способан за вршење светих богослужења.
Према манастирским подацима, озренска црква је живописана између 1605. и 1606. године, о чему говори натпис у којем се наводе имена игумана Јоакима и седам јеромонаха.
Ктитор фрескописа управо је био игуман Јоаким што се потврђује на једној фресци која га приказује са свитком који предаје Светом оцу Николају, патрону храма. Технологија живописа која је анализирана при утврђивању датирања свете цркве управо говори да фреско-сликарство није осликао исти мајстор што потврђују разлике у квалитету између горњих и доњих дијелова наоса. Сматра се да су 1605. и 1606. везане за фреско-сликарство оца Страхиње, а да живопис у зони сокла датира из ранијег периода, гдје се запажа квалитетнија малтерска подлога и гдје је више пажње посвећено технологији традиционалног византијског фрескописа. Током 1608. и 1609. фрескама је украшена и припрата озренске цркве, а за мајстора се сматра исти онај који је осликао цркву манастира Житомислића.
О разликама у квалитету живописа, као и предању о Драгутином ктиторству, могуће је још увијек говорити само рјечником претпоставки, те и само датирање Озрена, до неких поузданијих открића, остаје отворено питање.
Бурна историјска дешавања овог краја нису заобишла ни манастир Озрен. Наиме, током 17. вијека, у овом манастиру било је бројно монаштво, а само манастирско имање било је огромно, са доста стоке и винограда. Аустријско-турски рат 1690. приморао је озренске монахе да напусте манастир. Двадесет монаха који су остали, Турци су посјекли пред самом црквом.
Током 18. вијека манастир је запустио и о њему се бринуло вриједно и побожно становништво околних насеља. Страдање православног свештенства као и самих вјерних који су бринули о манастиру настављено је и током 18. вијека. У 18. вијеку испред манастирске цркве Турци су „поклали 18 калуђера”. Тако су нпр. оца Игњата из Мичијевића одвели у Травник, распели га, а послије шест дана је преминуо.
Обнова манастира започета је 1775. и везује се за требињске калуђере Јоаникија и Јосифа. Након Првог српског устанка Озрен је поново напуштен, а турска освета пала је и на тадашње свештенство.
Прва половина 19. вијека (тачније 1834, 1842. и 1848) овом крају доноси сељачке буне, а најпознатија је била поп-Јовичина буна 1834. године. Турска одмазда била је велика, а поједини подаци говоре да су Турци посјекли или објесили 758 хришћана. То је трајало све до 1839. када је хатишерифом успостављен нешто повољнији статус хришћана.
То је био довољно снажан повод да свештеници са народом започну поново обнову манастира. О овој обнови постоји запис и у Требнику московског издања, за који се сматра да је дар цара Александра свештенству и монаштву манастира.
Да је и у то вријеме, наизглед повољнијих прилика за хришћане, долазило до страдања свештенства, говори податак о свештенику Ристи Ковачевићу који је ишао Омер-паши Латасу да обезбиједи боље услове живота и рада у свом крају. Сматрајући ово као оптужбу, локални бегови су га позвали у Маглај одакле се никад није ни вратио.
Званична обнова почиње 1842, када је добијена дозвола од турских власти. Обнову је предводио прота Марко Маријановић, док су 1849. отац Игњат и отац Мијат саградили предивну манастирску чесму — Калуђерицу. У то вријеме се око чесме налазило 80 дрвених колиба за смјештај вјерника о великим црквеним свјетковинама.
Народно просвјећивање је у Османском царству (а и у осталим средњовековним хришћанским државама) спадало у домен цркве, па су многе црквене општине имале своје школе гдје су дјецу учили свештеници или посебно плаћени учитељи тзв. „даскали”. Школа је постојала и у манастиру Озрен, али због историјских страдања архивски материјал није сачуван. Писци с краја 19. вијека описују како је овдје околно свештенство с народом 1856, обнављало древне манастирске ћелије из 1775, гдје набрајају да је у доњем дијелу била школска дворана и учитељев стан. Ту су чинодејствовали свештеници из околних места — Бољанић, Сочковац, Раковац и Ступари.
Учитељ из тог периода је Данило Благојевић. На запису који је оставио 1858. на манастирском триоду учитељ Данило шаљиво каже:
Овдје учио ђаке годину дана, само му је једно мана, зашто је добро пио ракију само да има, камо среће
Касније је отишао за учитеља у Осјечане, а од 1870. у записима се среће као јеромонах, иако се тачно не зна гдје се и када замонашио. У близини манастира налази се вода „Даниловац” која је према предању име добила по учитељу Данилу.
Манастир је 1878. добио нову физиономију када му је дограђен звоник, а од 1885. у манастиру се поново скупило монашко братство које је одмах оформило школу. Звоно на торњу је купила 1879. „висока земаљска влада” (у Сарајеву).
Никола Димшић, новосадски сликар, израдио је 1895. нови иконостас за манастир. Тај иконопис се сад налази у цркви села Бољанић. У Другом свјетском рату црква је оштећена бомбардовањем, манастирска ризница опљачкана, а архива спаљена. Игумана Гаврила и јеромонаха Серафима Љубојевића усташе су 1941. одвеле у логор. Јеромонах Серафим се вратио у манастир 1945. године. Одмах је и започео, по четврти пут, окупљати манастирско братство.
Од 1992. године у манастиру Озрен налазе се мошти, десна рука, Свете великомученице Марине (Огњена Марија).
По благослову епископа зворничко-тузланског господина Василија, вршила се планска реконструкција манастирског посједа уз градњу нових објеката. План је, према ријечима јеромонаха оца Данила, да комплетно манастирско окружење прерасте у један духовни спортско-рекреативни центар. У изградњи су нове канцеларије, библиотеке, велики импресивни економски објекат (започет августа 2002]]), нова ограда и много тога што на први поглед даје свеобухватну и брижљиво планирану градитељску новину.

## Садашњост
Комисија за очување националних споменика Босне и Херцеговине, на сједници одржаној од 4. до 8. марта 2003. године, прогласила је Грађевинску цјелину — Манастир Озрен са фрескама — националним спомеником Босне и Херцеговине.

## Архитектура
Сама црква манастира Озрена је једнобродна грађевина, са олтарском апсидом и истуреним правоугаоним пјевницама уз наос. Куполу носе слободно стојећи стубови, што јасно дефинише средњовјековни рашки стил градитељства. Манастирска црква је грађена од материјала који се у то вријеме могао наћи у непосредној близини. Зидови су израђени од серпентина, а спољашње ивице на њима од добро отесаних блокова тврдог пјешчара који је доношен из села Кртове. Портали су израђени од тврђег блиједо-црвенкастог кречњака како би добио свечанији изглед а историчаре умјетности подсјећају на оне раскошне портале цркава Студенице, Сопоћана, Мораче, Дечана те се и на тај начин потврђује веза ових манастира и манастира Озрен. Првобитна црква је била прекривена шиндром, а сада је бакром.

## Живопис
Отац Страхиња из Будимља је имао велики значај не само због живописа цркве у Озрену него и због повезивања овог манастира са широким српским духовним просторима. Наиме отац Страхиња је живописао манастир Пиву и цркве у Пљевљима, Бијелом Пољу, Морачи, Подврху код Бијелог Поља, Добруну и Градишту у Паштровићима и др., и на овај начин дефинисао цјеловитост нашег националног стваралаштва у тешким временима робовања под Турцима. Отац Страхиња је његовао препознатљив стил физиономије са доминантним главама на којима се истичу крупне очи смјештене испод изражених обрва. Стручњаци кажу да овакав стил карактерише велико иконографско знање и завидно теолошко образовање. То најбоље доказује композиција „Очинства”, фреске Свете Тројице, а која је смјештена у самом своду олтара.
С обзиром да је црква манастира посвећена Светом оцу Николају, прије уласка у лађу цркве (наос), на вратима у полукругу тимпанона налази се насликан лик Светог Николе, манастирског патрона и молитвеника пред Богом. На западном зиду приказане су сцене великих испосника и подвижника као што је старац Зосим када причешћује Свету Марију Египћанку. На другом западном зиду насликан је игуман Јоаким као неко ко је бринуо о довршавању и украшавању цркве.
Животу Светог Николе посвећен је највећи дио простора на зидовима припрате. У тимпанону изнад улазних врата налази се добро очувана фреска Пресвете Богородице са младенцем Христом, тзв. „Богородица Умиљенија”. Одмах поред врата су насликани ликови Светог арханђела Михаила и Гаврила. Лик Светог арханђела Гаврила је знатно оштећен док се код лика Светог арханђела Михаила налази и текст на свитку који говори о његовој узвишеној служби у небеској јерархији. У преводу текст гласи:
Божји сам војник ја,

архистратиг маченосац,

високо уздижем оружје

све који не прилазе

с вјером у дар Божји

немилосрдно ћу посјећи.
Управо овај текст упућује на неопходност искрене вјере при уласку у свети храм Божији. У олтару који представља „светињу над светињама”, јер се ту дешава причешће, осликано је „Поклоњеље Агнегу” као одавање части причешћу. Ту се Христос поново облачи у материју и под видом хљеба и вина физички се сједињује са свештеницима и вјернима. Ова композиција представља црквено-зидно сликарство 13. вијека и најприје се среће у Сопоћанима.
Озренску припрату радио је други мајстор чији стил се помало разликује у односу на оца Страхињу. Он употребљава пастелне боје и ликови су нешто складнији, виткији са мирним покретима што у оку стручњака показује манире критских сликара. Старе царске двери из 17. вијека пренесене су нешто касније у музеј епархијског двора. На њима нема дуборезних украса, а оштећено сликарство пресликано је руком непознатог мајстора. У овај исти музеј из Озрена је пренесена и икона „ПеШ” рад чувеног сликара с почетка 17. вијека Емануела Ламбардоса.
Умјетничку вриједност икона допуњује и чувени српски сликар из Темишвара Сава Петровић који је 1847. осликао на платну икону Вазнесења Христовог. Све ово упућује на не само духовну него и умјетничку, историјску и националну вриједност овог манастира, те стога намеће потребу за мобилност свих како би се она сачувала, надградила, а манастир што више посјећивао.

## Велики народни сабор
О Великој Госпојини (28. август), манастир организује „велики народни сабор”. Тада се служи света архијерејска литургија, уз саслужење бројног свештенства. Сабор почиње у предвечерје празника и траје сутрадан, а неколико хиљада окупљених вјерних свједоче нераскидиву везу и неуништивост духа, који овај манастир има са побожним народом овог краја.

## Галерија
- Манастир у природном окружењу
- Поглед на манастир са прилазног пута
- Манастирске куполе
- Поглед на манастир
- Улаз у манастир
- Унутрашњост манастира
- Чесма са мозаицима, поред манастира
- Једна од помоћних зграда